# Mahmoud Maher Taha
Mahmoud Maher Taha (en árabe: محمود ماهر طه)  (nacido el 21 de diciembre de 1942, en El Cairo, Egipto) es un egiptólogo egipcio.
Se graduó en egiptología en la Universidad de El Cairo, Departamento de Arqueología, en 1963, y obtuvo el doctorado en la Universidad de Lyon, Francia, en 1982. 
Trabajó como director general del Centro de información de egiptología. Desde 1992 trabaja como director general del Centro de documentación y estudios del Antiguo Egipto.
Mahmoud Maher Taha es miembro honorario de la Asociación para la salvaguardia del templo Ramesseum. Trabajó durante más de cuarenta años en Nubia y Tebas.